# Propoziție afirmativă
Propoziția afirmativă este o propoziție al cărei predicat nu este exprimat prin verb la forma negativă; este o propoziție care afirmă, nu neagă:  
ex. „El a citit anunțul."
Propoziția afirmativă poate avea și funcție regentă dar și funcție subordonată. Ea poate fi simplă dar și compusă.